# Коттингли

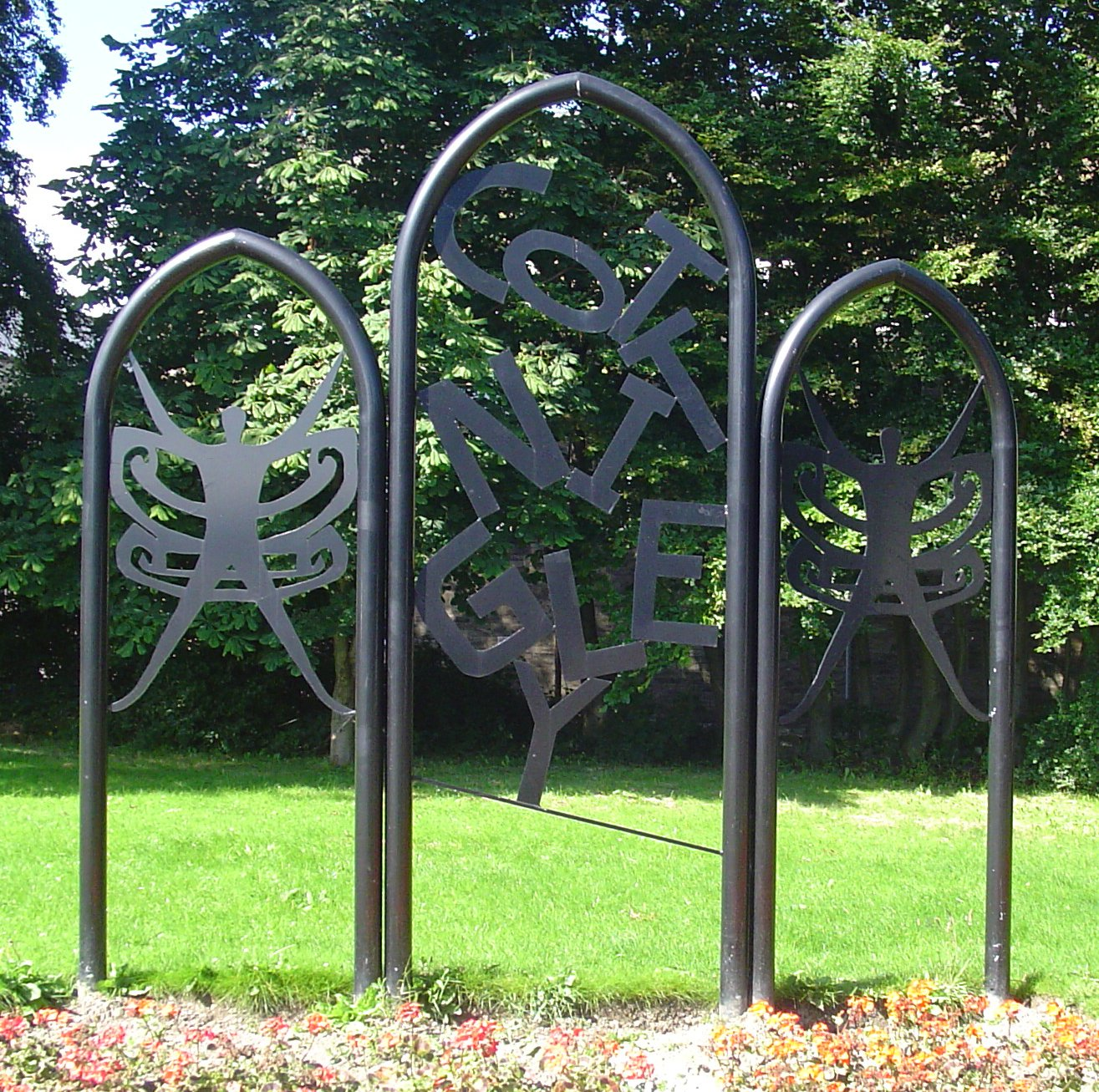
Въезд в деревню

Коттингли (англ. Cottingley) — деревня, расположенная между городами Шипли и Бингли в графстве Йоркшир (Великобритания). К деревне ведут автобусные маршруты из обоих городов, а также из Лидса и Брадфорда. Современная деревня Коттингли практически слилась с Брадфордом.

## Этимология
Впервые имя «Коттингли», что как считается, означает «подворье (или луга) сыновей Котты» встречается в «Книге Страшного суда», составленной при Вильгельме Завоевателе в 1086 году для описи всех земель, находившихся в его английских владениях, для будущего распределения между вассалами короны. Из 12 карукатов земли, принадлежавшей Эрну де Буруну (Erneis of Buron) два носили имя «Коттингли» и характеризовались как «пустошь».

## История
Коттингли начала XX века представляло собой небольшое поселение (751 житель в 1921 году), состоявшее из 3 улиц с 142 домами, 6 фермами, на которых разводили коров и овец, а также занимались производством молока и мяса, мельницей и кожевенным заводом. Недалеко от деревни находились несколько старых угольных шахт.
Достопримечательностью деревни можно было назвать англиканскую церковь Св. Михаила и Всех Сил Ангельских, городскую ратушу, построенную в 1814 году вначале как воскресная школа для детей из бедных семей. Поместье Коттингли, построенное перед началом Первой мировой войны Артуром Гарри Биггсом для себя и своей семьи, и так называемые «Руины замка Св. Давида» — парковое украшение в виде руин стилизованного замка, построенное в 1796 году одним из последних аристократов этих мест лордом Бенджамином Феррандом. Достопримечательностью считается и двухэтажный дом с небольшим садом, где жили Элси Райт и Френсис Гриффитс. Кроме них в разное время в этом доме жили художник Джимми Хардейкер и ботаник Джимми Добсон. В настоящее время дом принадлежит ветеринарному врачу Доминику Бранту.
Население по переписи 1991 года — 4649 человек, большую часть из которых составляют взрослые в возрасте около 30 лет и молодёжь. Население занято на местном кожевенном заводе и камвольном производстве. В деревне есть две школы, детский сад, сеть магазинов, мемориал павшим в Первой мировой войне и парком развлечений.